# توریانا
توریانا (به ایتالیایی: Torriana) یک کومونه در ایتالیا است که در استان ریمینی واقع شده‌است.

## خصوصیات
توریانا ۲۳٫۱ کیلومترمربع مساحت و ۱٬۳۱۲ نفر جمعیت دارد.